# Castell de Foix (França)
|  | Per a altres significats, vegeu «Castell de Foix». |

El Castell de Foix és un castell al centre de la ciutat de Foix (Occitània) a una altura de 60 metres de la vila, per sobre d'una roca calcària. A pesar de ser un important centre d'atracció turística per a la ciutat de Foix i el departament de l'Arieja, és més conegut per la seva relació amb Andorra i el fet d'estar associat al catarisme.

## Història

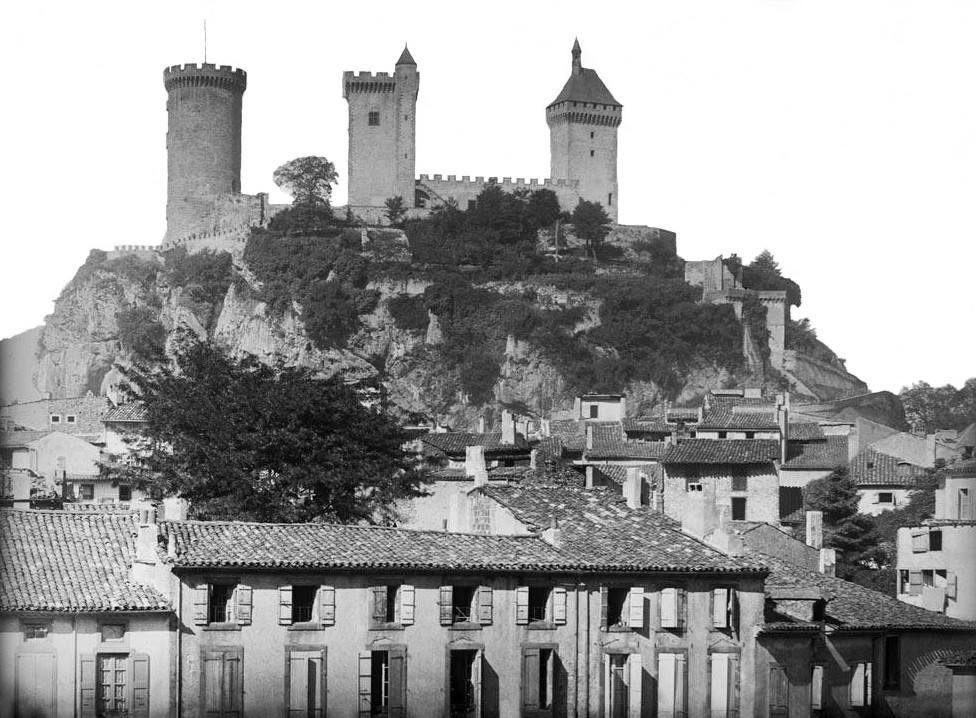
El castell de Foix en una imatge de 1895

El castell va ser mencionat per primera vegada al principi del segle xi. L'any 1002, figura en el testament de Roger I, comte de Carcassona, que llegà la fortalesa al seu fill menor Bernard. El seu caràcter defensiu, en la confluència dels rius Arget i Ariège, va permetre als comtes que hi varen habitar d'assentar la seva autoritat i consolidar-se com una potència en la regió.
L'any 1034 el castell passa a mans del comte de Foix, que hi juga un rol determinant en la història medieval. Durant els dos segles següents, el castell acull comtes amb personalitats brillants que configuren l'ànima i la resistència occitana durant la Croada Albigesa. En casar-se amb la casa Castellbò, els Foix aconsegueixen uns dominis gens menyspreables cap al 1270, i, amb la posterior signatura dels pariatges que funden Andorra com a país, el comtat així com el castell de Foix esdevenen un símbol i d'una importància cabdal.